# Privérijder

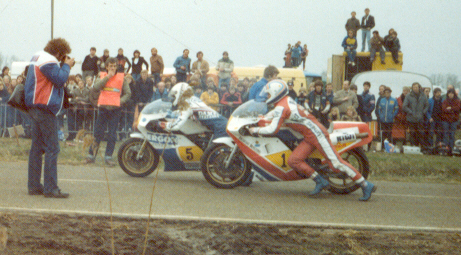
Jack Middelburg (links) en Boet van Dulmen waren bekende Nederlandse privérijders

Een privérijder is een motorsportcoureur die zonder steun van een fabriek op een productiemachine (een productieracer of productiecrosser) rijdt.
Eigenlijk zijn bijna alle motorsporters privérijder. Daarom wordt de term alleen gebruikt bij de hoogste klassen van motorsport, waar ook fabrieksrijders actief zijn. In tegenstelling tot vroeger komen privérijders in de wereldkampioenschap wegrace nauwelijks meer voor. Alle coureurs worden door een team gecontracteerd en ontvangen een salaris voor hun diensten. Wel rijden ze nog vaak op productieracers, omdat niet alle teams van fabrieksmateriaal kunnen worden voorzien.
Vroeger vormden de privérijders een eigen groep in de wegrace-wereld, het zogenaamde "Continental Circus".